# Архутово
Архутово (пол. Archutowo) — село в Польщі, у гміні Бодзанув Плоцького повіту Мазовецького воєводства.
Населення — 32 особи (2011).
У 1975-1998 роках село належало до Плоцького воєводства.

## Демографія
Демографічна структура станом на 31 березня 2011 року:
|          | Загалом | Допрацездатний вік | Працездатний вік | Постпрацездатний вік |
| -------- | ------- | ------------------ | ---------------- | -------------------- |
| Чоловіки | 19      | 2                  | 16               | 1                    |
| Жінки    | 13      | 2                  | 9                | 2                    |
| Разом    | 32      | 4                  | 25               | 3                    |